# Петренко, Андрей Александрович
Андре́й Алекса́ндрович Петре́нко (Пустой шаблон {{ВД-Преамбула}} )— российский дирижёр и музыкальный педагог. Был главным хормейстером Мариинского театра, и преподавателем Санкт-Петербургской консерватории. Лауреат Всероссийского и Международного конкурса, Заслуженный деятель искусств Российской Федерации (2008).В данный момент является художественным руководителем Молодёжного Симфонического оркестра, Симфонического хора Свердловской филармонии, дирижирует в Михайловском театре (Санкт-Петербург)

## Биография
Андрей Петренко получил музыкальное образование в Ленинградской консерватории, закончив её по двум специальностям: хоровое и оперно-симфоническое дирижирование. В 1981 году он стал дирижёром-постановщиком Ленинградском театре музкомедии. Позже Петренко руководил хором Смольного собора и работал с петербургским «Конгресс-оркестром» в качестве приглашённого дирижёра. С 1989 по 2000 год он преподавал хоровое и оперно-симфоническое дирижирование в Санкт-Петербургской консерватории, а также работал с различными симфоническими оркестрами и музыкальными театрами Петербурга. В 2000 году Андрей Петренко занял должность главного хормейстера Мариинского театра. В 2008 году ему было присвоено почётное звание Заслуженный деятель искусств Российской Федерации.

## Награды и звания
- Дипломант II конкурса дирижёров России (1988)
- Лауреат I преми Международного конкурса (Хайнувка, 1993)
- Заслуженный деятель искусств Российской Федерации (2008)